# Margot Zuidhof
Margot Zuidhof (Helmond, 12 de mayo de 1992) es una jugadora de hockey sobre césped neerlandesa. Zuidhof jugó para el HC Helmond y el THC Hurley; ella actualmente juega en el SV Kampong.
Zuidhof debutó con la selección femenina de hockey sobre hierba de los Países Bajos en enero de 2017 en un partido amistoso en contra España.  Ganó la medalla de oro en el Trofeo de Campeones de 2018 en Changzhou, China.